# Walter Leitner
Walter Leitner (nacido el 1 de febrero de 1963 en Pfarrkirchen, Alemania ) es un químico alemán, director del Instituto Max Planck para la Conversión de Energía Química (MPI CEC) que dirige el departamento "Catálisis Molecular" y profesor universitario en la Universidad RWTH de Aquisgrán, donde ocupa el cargo de catedrático de química técnica y petroquímica.

## Carrera profesional
Leitner estudió en la Universidad de Regensburg de 1982 a 1987 y recibió su doctorado en 1989 del Instituto de Química Inorgánica con una tesis sobre hidrogenación catalítica enantioselectiva de formiatos. En 1990, completó una estancia postdoctoral en el grupo de trabajo de John Michael Brown en el Laboratorio Dyson Perrins de Química Orgánica de la Universidad de Oxford. En 1991 y 1992, Leitner trabajó como becario Liebig del Fondo de la Industria Química en el Instituto de Química Inorgánica de la Universidad de Ratisbona. Después de tres años de trabajo (1992–1995) en el Grupo de Trabajo de Química de CO2 de la Sociedad Max Planck (director: E. Dinjus) en la Universidad Friedrich Schiller de Jena, se habilitó en el campo de la Química Inorgánica y fue nombrado profesor particular. Se trasladó al Instituto Max Planck para la Investigación del Carbón en Mülheim como jefe del grupo de trabajo en el campo de la síntesis orgánica, donde asumió la dirección técnica a principios de 1998. Desde 2002 ha sido presidente de Química Técnica y Química del Petróleo, como sucesor de Wilhelm Keim en la Universidad RWTH de Aquisgrán.
Desde septiembre de 2007, Leitner creó el centro de catálisis "CAT" junto con Bayer Material Science AG (ahora llamada Covestro AG) y Bayer Technology Services en la Universidad RWTH de Aquisgrán, del que ha sido director científico desde entonces.
De 2004 a 2016, fue editor científico y luego presidente del consejo editorial de la revista Green Chemistry, publicada por la Royal Society of Chemistry.
Durante su compromiso con DECHEMA, Leitner formó parte de la junta de la recién fundada sección especializada "Advanced Fluids" en 2007 y de la primera junta de la Sociedad Alemana de Catálisis (GeCatS) en 2008.
El 1 de octubre de 2017, Leitner fue nombrado Director del Instituto Max Planck para la Conversión de Energía Química (MPI CEC), donde fue nombrado director científico del Departamento de "Catálisis Molecular". Leitner continuará con su cátedra en RWTH por un período inicial de cinco años como profesor a tiempo parcial.

## Áreas de investigación
El trabajo científico de Leitner se centra en el desarrollo de catalizadores y tecnologías catalizadoras para procesos químicos sostenibles (Química Verde). Se centra en el desarrollo y la comprensión del modo de acción de los catalizadores moleculares, incluidos los estudios experimentales y químicos computacionales detallados de los mecanismos y las relaciones estructura-efecto en la catálisis organometálica. Se presta especial atención a las conversiones de nuevos materiales y al uso de nuevas materias primas para la síntesis catalítica, así como al uso de medios de reacción modernos (fluidos supercríticos, líquidos iónicos, polietilenglicol (PEG) y otros) para los procesos catalíticos. La catálisis multifásica y la inmovilización de catalizadores, así como el desarrollo de conceptos reactivos para procesos continuos en catálisis molecular, son también importantes intereses de investigación. El uso del dióxido de carbono, tanto como materia prima en la interfaz entre la química y la energía, como disolvente ecológico y medio de transporte para procesos químicos continuos, ha acompañado su carrera científica.

## Premios seleccionados
Leitner recibió el Premio Gerhard Hess de la Fundación Alemana de Investigación en 1977, el Premio Carl Zerbe de la DGMK en 1998, la Medalla Otto Roelen de DECHEMA en 2001, el Premio Wöhler de Química Sostenible de la Sociedad Química Alemana (GDCh) en 2009, y junto con Jürgen Klankermayer el Premio Europeo de Química Sostenible de la Sociedad Química Europea en 2014. Ha sido miembro del Instituto Max Planck para la Investigación del Carbón, Mülheim/Ruhr desde 2002 y miembro de la Royal Society of Chemistry desde 2010.
El 1 de enero de 2018, Walter Leitner fue nombrado miembro del consejo editorial de la revista Angewandte Chemie.
En septiembre de 2019, Walter Leitner e investigadores de Covestro AG (Christoph Gürtler y Berit Stange) fueron nominados para el German Future Prize con el proyecto "CO2: una materia prima para plásticos sostenibles".
En 2020, Walter Leitner recibió el premio Georg Wittig-Victor Grignard.

## Publicaciones clave
- Walter Leitner: Enantioselektive katalytische Transferhydrierung mit Formiaten . Disertación, Ratisbona, 1989.
- Walter Leitner: Rhodiumkatalysierte Hydrierung von Kohlendioxid zu Ameisensäure habilitation, Jena, 1995.
- Jessop, Philip G.; Leitner, Walter, eds. (8 de julio de 1999). Chemical Synthesis Using Supercritical Fluids. Wiley. ISBN 978-3-527-29605-7. doi:10.1002/9783527613687.
- Anastas, Paul (2009). Handbook of green chemistry. Weinheim: Wiley-VCH. ISBN 978-3-527-32590-0. OCLC 316146211.
- Zimmerman, Julie B.; Anastas, Paul T.; Erythropel, Hanno C.; Leitner, Walter (24 de enero de 2020). «Designing for a green chemistry future». Science (American Association for the Advancement of Science (AAAS)) 367 (6476): 397-400. Bibcode:2020Sci...367..397Z. ISSN 0036-8075. PMID 31974246. S2CID 210880073. doi:10.1126/science.aay3060.